# Peršmanhof

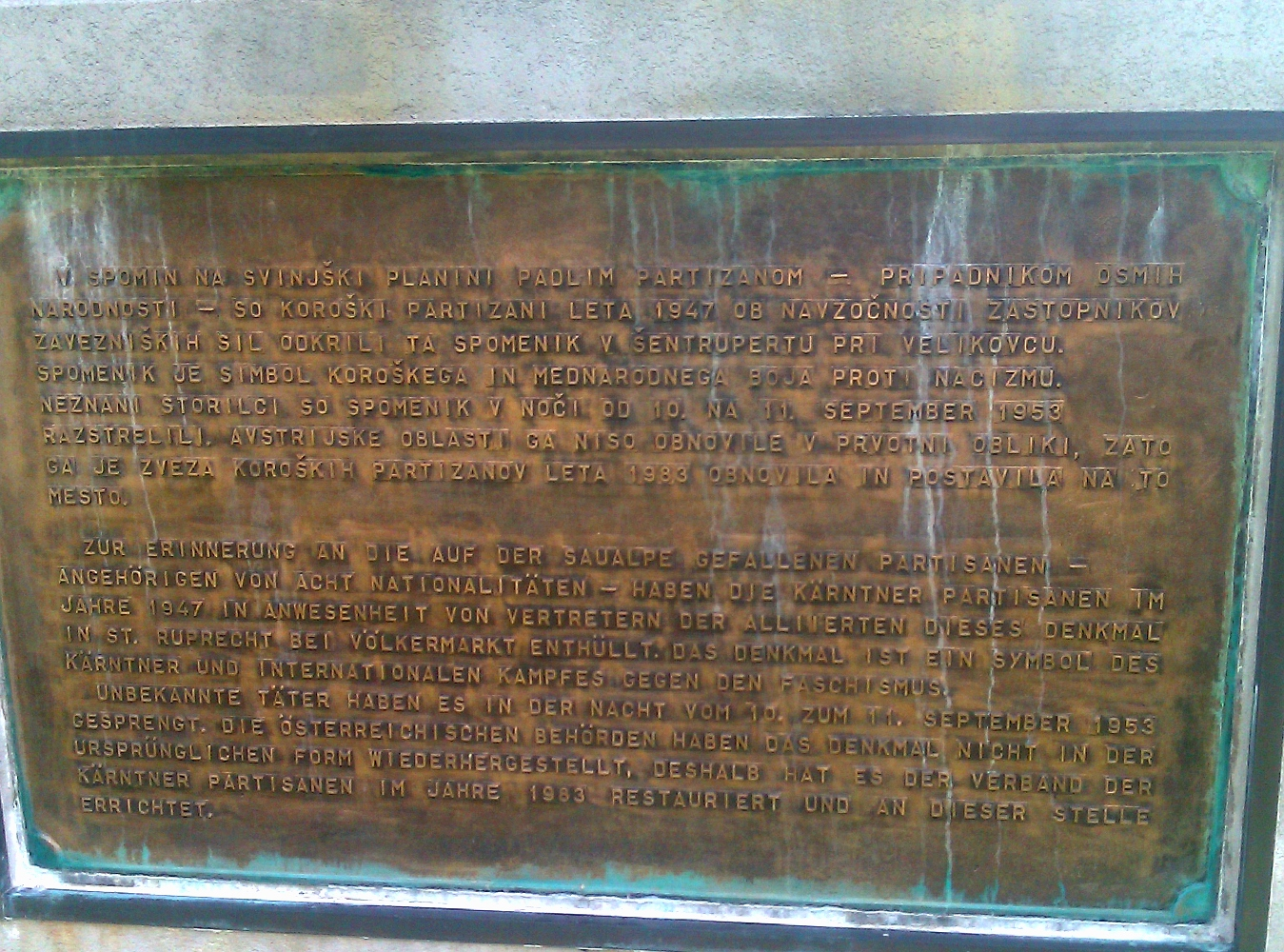
Gedenktafel am Peršmanhof

Der Peršmanhof in Bad Eisenkappel, Kärnten, war ein Partisanenstützpunkt im Zweiten Weltkrieg. Am 25. April 1945 verübten Teile des I. Bataillons des SS-Polizeiregiments 13 ein Massaker an elf Zivilisten. Heute beherbergt der Hof ein Museum zu Geschichte und Widerstand der Kärntner Slowenen während des Nationalsozialismus.

## Geschichte
Der von der Familie Sadovnik bewirtschaftete Peršmanhof war seit 1942 ein wichtiger Stützpunkt für Kärntner Partisanen. In Erwartung des nahen Endes des Zweiten Weltkrieges lagerten Ende April 1945 etwa 150 Partisanen beim abseits gelegenen Peršmanhof. Nach einer privaten Anzeige wegen Viehdiebstahls stürmte am 25. April 1945 eine 70-köpfige Einsatzgruppe der 4. Kompanie des I. Bataillons des SS-Polizeiregiment 13 den Hof. Nach einer Schießerei zogen sich die Partisanen in die Wälder zurück. Bei der folgenden Razzia einer kleinen Gruppe der 4. Kompanie wurden vier Erwachsene und sieben Kinder der Familien Sadovnik und Kogoj ermordet, Wohnhaus und Wirtschaftsgebäude wurden niedergebrannt. Am nächsten Tag erstattete der Bewohner des Nachbarhofes Anzeige beim Gendarmerie-Postenkommando Eisenkappel: Willkürliche Massaker waren nicht üblich oder erlaubt, Verdächtige mussten der Sicherheitspolizei für Befragungen übergeben werden. Der „besondere Vorfall“ wurde noch nach Bleiburg gemeldet, aber nicht mehr weiter verfolgt, da das NS-System zusammenbrach bzw. Briten wie Partisanen in Kärnten das Kommando übernahmen. Es handelte sich um ein Endphaseverbrechen.
Den Einsatz am Peršmanhof leitete Leutnant Josef Reischl: 1911 in Isny im Allgäu (Deutschland) geboren, Eintritt in die Polizei 1931, gehobener Polizei-Verwaltungsdienst, er kam erst im Oktober 1944 nach Kärnten, das SS-Polizeiregiment 13 wurde ebenfalls erst 1944 zur „Bandenbekämpfung“ in die Region (Standort Ljubljana) geschickt. Das I. Bataillon war das vormalige Res.Pol.Batl.6 mit Heimatstandort Berlin. Die Mannschaft bestand aus Polizeireservisten, ab 1942 auch vermehrt aus „Volksdeutschen“ und freiwilligen Kollaborateuren. Es soll bereits 1939/40 in Polen und Anfang 1943 – damals beim I. Batl. des Polizeiregimentes 13 – in Weißrussland an Kriegsverbrechen beteiligt gewesen sein.
Trotz Versuchen, das Endphaseverbrechen am Persmanhof aufzuklären, kam es nie zu einer Anklage. Zwar wurden im Frühjahr 1946 Ermittlungen des Volksgerichts wegen Verübung eines Kriegsverbrechens aufgenommen, überlebende Zeugen befragt und nach den 49 Angehörigen der 4. Kompanie gesucht: Als Verdächtige wurden Einsatzleiter Reischl und weitere drei Deutsche, zwei Litauer und zwei Ungarn benannt. Da unter ihnen keine eindeutig Schuldigen festgestellt werden konnten, kam es zu keinen Anklagen. Auch ein Wiederaufnahmeversuch 1960 blieb ergebnislos. Aber „bei engerer Auslegung des Kriegsverbrechergesetzes“ hätte es ausgereicht, „zumindest gegen die Beschuldigten Penz und Reischl Anklage zu erheben“. Nur der Jüngste, der ungarische „volksdeutsche“ Martin Sandor, damals 17 Jahre alt, wurde 1949 in Ungarn (sowjetische Zone) vor Gericht gestellt und 1950 verurteilt; 1956 kam er vorzeitig frei.

## Gedenkstätte Peršmanhof

### Museum
Am 25. April 1965 fand eine erste Gedenkfeier am Peršmanhof statt, in deren Rahmen eine slowenischsprachige Gedenktafel am Ort des Geschehens installiert wurde. Ab Anfang der 1980er-Jahre fanden Gedenkveranstaltungen jährlich statt.
1982 richtete der Verband der Kärntner Partisanen in einem Teil des wiedererrichteten Wohnhauses ein Museum ein, das die Geschichte und den Widerstand der Kärntner Slowenen während des Nationalsozialismus thematisiert. Ein Jahr später wurde am Vorplatz des Hauses das Denkmal des antifaschistischen Widerstandes wiedererrichtet.

### Partisanendenkmal

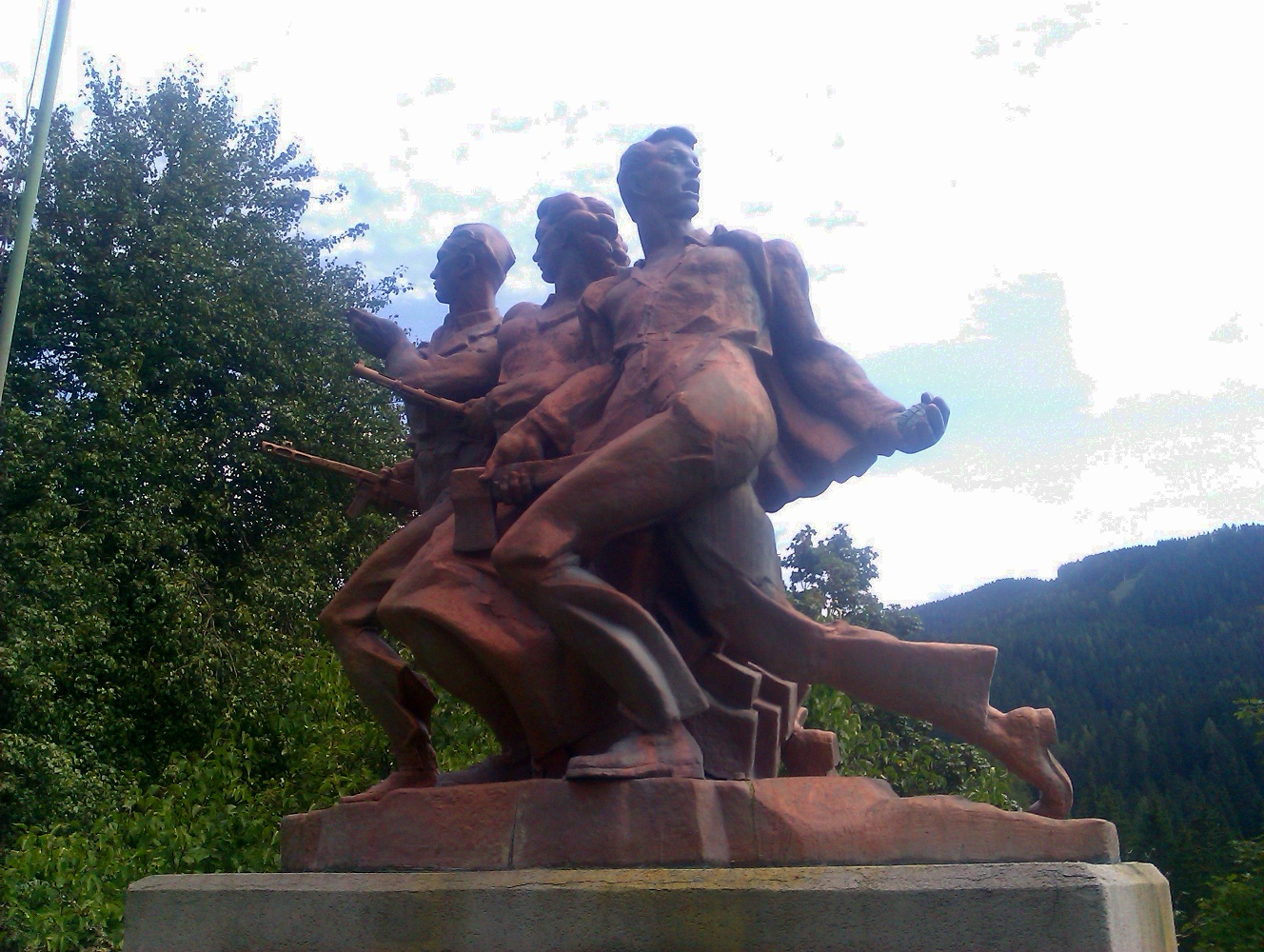
Partisanendenkmal am Peršmanhof

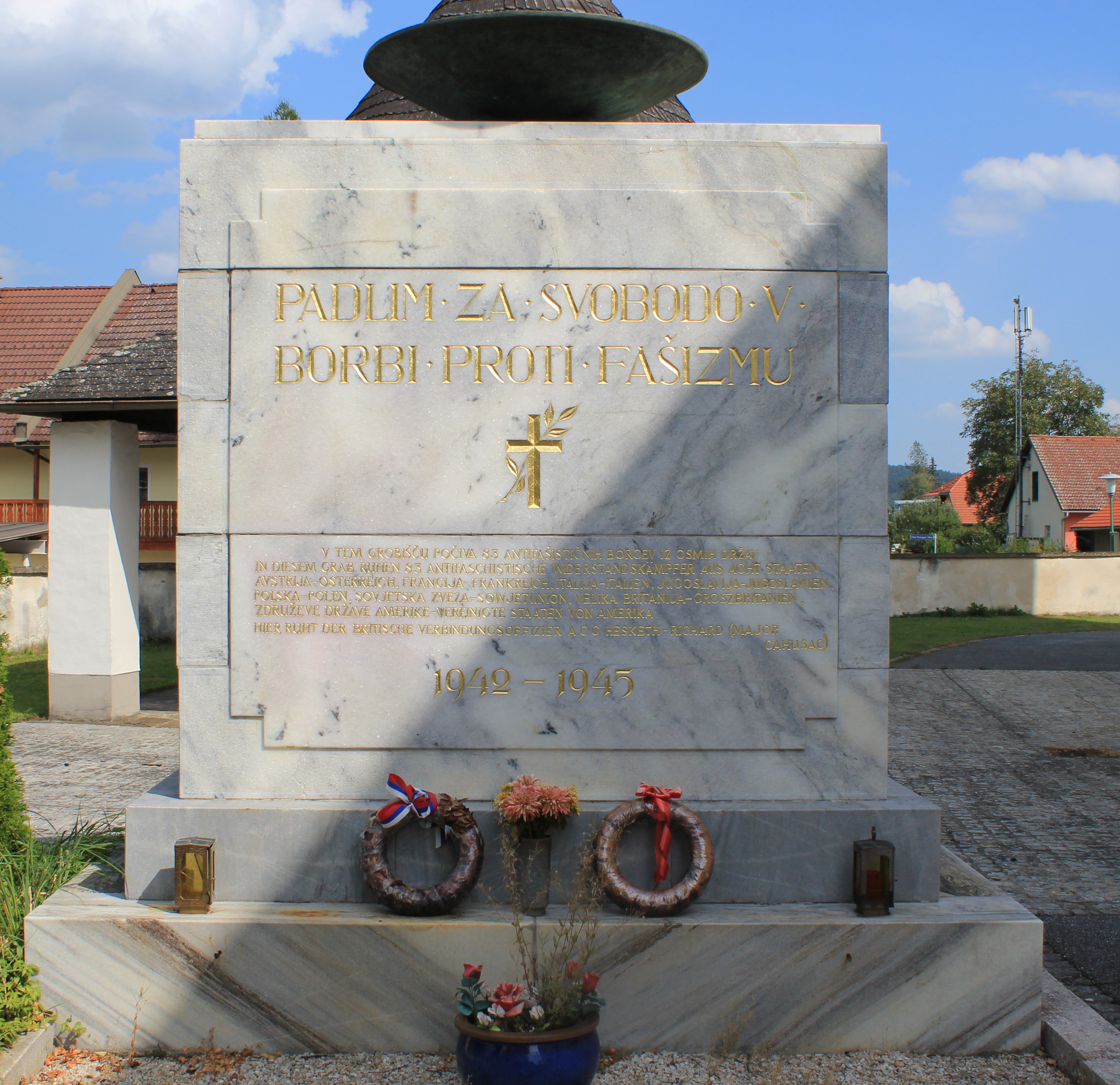
Sockel in St. Ruprecht / Völkermarkt

Das Denkmal wurde ursprünglich am Friedhof St. Ruprecht in Völkermarkt aufgestellt und am 26. Oktober 1947 enthüllt. Es stammt vom kroatisch-österreichischen Künstler Marjan Matijević (1907–1971). Auf einem Sockel befand sich eine Figurengruppe zweier Männer und einer Frau. Die Frau und der eine Mann trugen je eine Maschinenpistole, der andere Mann eine Axt. Seine linke offene Hand forderte zum Mitgehen auf. Als eine der wenigen monumentalen Figurengruppen der unmittelbaren Nachkriegszeit in Österreich richtete sie sich gegen den Faschismus. Außerdem ist sie eine der wenigen, die im Stil des sozialistischen Realismus auf österreichischem Boden errichtet wurden. In der Nacht vom 9. auf den 10. September 1953 wurde das Partisanendenkmal von unbekannten Tätern gesprengt. Das Denkmal konnte wegen der politischen Verhältnisse in Kärnten nicht mehr an seinem ursprünglichen Ort aufgestellt werden. Der Sockel blieb erhalten, auf ihm wurde 1961 statt der Figurengruppe eine Schale angebracht. Der Sockel auf dem Friedhof St. Ruprecht wurde 2016 neu gestaltet und steht seit 2020 unter Denkmalschutz (Listeneintrag).
Die Bronzeteile der gesprengten Figurengruppe wurden gelagert, 1983 zusammengeschweißt und auf einem neuen Sockel am 14. August 1983 auf dem Peršmanhof erneut enthüllt. Die ursprünglich zum Mitgehen auffordernde Figur hält nun eine Handgranate in der Hand. In einer künstlerischen Intervention von Nicole Six und Paul Petritsch wurde die Figurengruppe 2015 kurzzeitig an den ursprünglichen Aufstellungsort und wieder zurückgebracht. Damit verbinden sie gegenwärtigen und historischen Standort und thematisieren die vom Staat unterlassene Wiederaufstellung. Die heute getrennten Teile zeugen vom Umgang der jungen Republik mit ihrer Vergangenheit: Während die Schale das Denkmal in St. Ruprecht „neutralisiert“ hat, erinnern die Schweißspuren an der Rückseite der Figurengruppe am Peršmanhof bis heute an die an ihr verübte Gewalttat. Die Figurengruppe steht seit 2020 ebenfalls unter Denkmalschutz (Listeneintrag).

### Polizeieinsatz 2025
Am 27. Juli 2025 führte ein Großaufgebot der Polizei auf dem Gelände der Gedenkstätte wegen Beschwerden über illegales Zelten und „andere Verwaltungsübertretungen“ einen Einsatz durch, der Proteste nach sich zog. Ein Antifa-Bildungscamp war vom Klub Slowenischer Studierender in Wien organisiert und vom Museum unterstützt worden. Teilnehmer und Beobachter bezweifelten die Verhältnismäßigkeit des Einsatzes. Ein Nachfahre von am Peršmanhof ermordeten Zivilisten bezeichnete ihn als „retraumatisierend“. Kärntens Landeshauptmann Peter Kaiser (SPÖ) kündigte an, bessere Schutzmöglichkeiten für Gedenkorte prüfen zu lassen. Am 8. August 2025 forderte der slowenische Botschafter in Österreich, Marko Štucin, vollständige Aufklärung, die Kaiser zusagte. Das Bundesministerium für Inneres richtete eine Analysekommission ein.

## Filme
In der vom ORF produzierten 874. Folge Unvergessen der Tatort-Reihe werden die damaligen Vorgänge auf dem Peršmanhof, die ergebnislosen Ermittlungen 1949 sowie die daraus folgende unterlassene Bestrafung der Täter thematisiert. Dort wird das Massaker allerdings einer Einheit der Waffen-SS zu Lasten gelegt.